# 波西米亚酸
波希米亚酸（英語：bohemic acid）是一個通過链霉菌属放线菌发酵而成的混合物。波希米亚酸的名称取自贾科莫·普契尼歌剧《波希米亚人》，而许多成分都以《波希米亚人》的角色为名。大多数成分是抗肿瘤剂和对革兰氏阳性菌有抗菌活性的蒽环类抗生素。

## 合成和分離
波希米亚酸由放线菌目链霉菌属放线菌发酵而製造。具體來說，菌株C36145（ATCC 31127）會製造波希米亚酸。在中性或微碱性的pH条件下，波希米亚酸可以用甲基异丁基酮从发酵液中提取出來，之後可以用石油醚去除油脂。 
除了抗生素吡霉素、烬灰红霉素A和B之外，色谱分离还顯示了波希米亚酸的几個成分，包括阿爾契多羅霉素（alcindoromycin）、波希米亞胺（bohemamine）、柯林霉素（collinemycin）、馬爾切洛霉素（marcellomycin）、咪咪霉素（mimimycin）、穆塞塔霉素（musettamycin）、鲁道夫霉素（rudolphomycin）和舒奧納黴素（schaunardimycin）。它們的名稱來自普契尼歌剧《波希米亚人》的角色阿爾契多羅、波希米亞、柯林、馬爾切洛、咪咪、穆塞塔、鲁道夫和舒奧納，而波希米亚酸的名稱來自這齣歌劇。“黴素”後綴通常表示由放线菌或真菌製造的抗生素。 
| 名称           | 化學式      | 熔点（℃） | CAS号      | 结构 |
| -------------- | ----------- | --------- | ---------- | ---- |
| 阿爾契多羅霉素 | C41H53NO17  | 150       | 72586-21-1 |      |
| 波希米亞胺     | C14H18N2O3  | 200       | 72926-12-6 |      |
| 柯林霉素       | C36H45NO14  | 140       | 72598-49-3 |      |
| 馬爾切洛霉素   | C42H55NO17  | 175       | 63710-10-1 |      |
| 咪咪霉素       | C42H55NO17  | 155       | 72657-06-8 |      |
| 穆塞塔霉素     | C36H45NO14  | 160       | 63710-09-8 |      |
| 鲁道夫霉素     | C42H52N2O16 | 170       | 69245-38-1 |      |
| 舒奧納黴素     | C35H43NO14  |           | 93423-02-0 |      |

鲁道夫霉素的底部是一种环状（糖）化合物，其化学式为C6H8NO3。它有一個提議的慣用名，叫紅鼻子（rednose）。ref name="j4></ref>